# Blanda aneb Stříbrná bříza
Blanda aneb Stříbrná bříza (v německém originále Blanda, oder die silberne Birke) je tříaktová romantická opera (singspiel) českého hudebního skladatele Jana Václava Kalivody na libreto, které vzniklo zpracováním námětu spisovatele a dramatika Johanna Friedricha Kinda (1768-1843) neznámým autorem. Poprvé byla provedena 30. listopadu 1847 v pražském Stavovském divadle.

## Vznik a historie díla
Jan Václav Kalivoda působil od roku 1822 jako kapelník u dvorního orchestru knížat Fürstenberků v Donaueschingenu. Získal si značné uznání jako autor písní romantickém biedermeierovském duchu a jako skladatel „lehkých, květnatě orchestrovaných“ orchestrálních skladeb. Jeho první dílo, singspiel Princezna Christina (premiéra v Donaueschingenu 4. listopadu 1828), neproniklo dále. Druhá, vážnější opera Blanda aneb Stříbrná bříza, vznikla téměř o dvacet let později a byla uvedena ve skladatelově rodné Praze, poprvé 30. listopadu 1847.
Premiéra novinky domácího skladatele přilákala zájem obecenstva, skladatel byl přivítán a po každém aktu vyvoláván. Přijetí samotného kusu však nebylo ze strany publika nadšené a následná kritika vyjádřila vážné výhrady k libretu i hudbě. Dvě následně plánované reprízy odpadly pro indispozici hlavních představitelů, a tak byla Blanda opakována poprvé a naposledy 15. prosince 1847 před poloprázdným sálem. Poté již nebyla nikdy uvedena a Kalivoda se k žánru opery také již nevrátil.

## Charakteristika díla
Blanda je z hlediska formy singspiel, tj. hudební čísla jsou vzájemně oddělena mluvenými dialogy, v tomto případě poměrně rozsáhlými. Zejména proto trvalo první představení přes tři hodiny.
Kladem libreta bylo vystižení charakterů i přirozený plynulý jazyk, z hlediska dramatické stavby však bylo slabé. Nenabízelo efektní scény a zajímavé situace, konce aktů nebyly vypointovány způsobem vhodným pro operní zpracování. Kritika vytýkala množství mluveného textu, neboť „zpěváci obecně neumějí mluvit“. Libreto zjevně vycházelo z osvědčeného vzoru Čarostřelce, ale ochuzeného o skutečné romantické prvky — například veškeré nadpřirozené prvky jsou eliminovány nebo racionálně vysvětleny.
V hudebním zpracování Kalivoda vycházel ze svých zkušeností s kompozicí písní na jedné straně a symfonií a koncertních ouvertur na straně druhé. Kritika mu přiznala talent pro „jasně citové“ anebo „rozverné“ melodie typu ariety, strofické písně či romance, jakož i dobrý cit pro hlas, avšak nalezla málo hloubky a rozmanitosti v číslech vážných a dramatických, která v opeře převažovala. Proto byl u ní i u obecenstva nejúspěšnější začátek I. dějství s lidovou slavností a komickou scénou námluv anebo též komický duet a píseň horníků z dějství druhého, ale „větší část prvního, ještě větší část druhého a celý třetí akt jsou však tak stejnorodé ve své náladě a tak málo rozmanité v jejím vyjádření, že se u posluchače nezbytně dostaví určitá, ke konci stále vzrůstající ochablost, ba vyčerpání“.
Mezi nejlepší čísla patří komický tercet z I. jednání nebo Blandina romance z II. jednání.

## Děj opery
Děj se odehrává v hornickém městečku v Čechách ke konci 17. století.

### 1. dějství
Blanda, mladá přitažlivá švagrová důlního mistra Andrease v horách náhodně potkala v jedné opuštěné šachtě nazývané „Stříbrná bříza“ mladého tajuplného cizince; vídali se častěji, zamilovali se a při konečném rozloučení si vyměnili zásnubní prsteny. Enrico – tak si onen cizinec říkal – slíbil, že se vrátí, až z jisté hory bude stoupat kouř, což je podle lidové pověsti znamení významné události.
Uběhl dlouhý čas a hora opět dýmá. Právě probíhá májová slavnost, starý písař se uchází o Blandu a dostane, jak bylo možno předvídat, košem, a to čtverácky nikoli jen obrazným, přestože se důlní mistr na dívku zlobí pro odmítnutí takové dobré partie. Když Blanda se sestrou Katharinou osamí, svěřuje jí tajemství své lásky a také to, že se objevilo dohodnuté znamení a že se hodlá vydat do lesní pustiny ke „Stříbrné bříze“. Na Katharininu žádost jí Blanda zanechá drahocenný prsten od svého milého.
(Proměna) Hrobka rodiny panujícího hraběte, kterému zemřela manželka i jediný syn. Hrabě se sem chodí často modlit a dnes zde nalézá tajuplného mnicha, který se modlí u hrobu zemřelé hraběnky.

### 2. dějství
Blanda v nejdivočejších horách zabloudila. Potkává ji stařenka (Blanda ji zpočátku považuje za divoženku z lidové pověsti), která ji poznává, ví o její lásce k Enricovi a odvádí ji na setkání s milovaným mužem v jisté jeskyni.
Katharina mezitím ze zvědavosti zašla k Jonasovi, aby jej nechala odhadnout hodnotu sestřina prstenu. Jonas rozeznává vysokou hodnotu klenotu, a protože se v novinách píše o krádeži šperků, prsten zkonfiskuje a hrozí dalším vyšetřováním.
Enrico hledá u „Stříbrné břízy“ Blandu. Nepotkává ji, zato ale nachází vzácné nerosty. Přichází Andreas, považuje Enrica za „horního zloděje“ a pronásleduje jej. Dostihne jej však až na pokračující májové slavnosti a nyní musí Enrico vysvětlovat. Zpočátku ho hájí lovci proti horníkům, kteří stojí na straně Andrease. Ale důlní mistr zahlédne na Enricově prstu prsten své švagrové a obžalovává jej z dvojí krádeže. Enrico se násilím prodere davem; na pronásledujícího důlního se vrhá cizincův velký černý pes Pluto. Je slyšet pískání, padne výstřel, lid volá, že důlní mistr byl zabit.

### 3. dějství
V jeskyni, kam stařena zavedla Blandu, pracují tajně italští horníci (jejich práci prozrazuje onen „kouř vycházející z hory“). Přichází mnich již známý z hraběcí hrobky, svléká kutnu a ukazuje se jako vůdce horníků a Enricův otec. Blanda se s ním seznamuje a on v ní poznává schovanku zemřelé hraběnky a milenku svého syna, o které mu Enrico vyprávěl. K horníkům dorazila zpráva o osudné události v městečku a o Enricově zatčení. Francesco – to je jméno rytířského otce – spěchá synovi na pomoc.
Byl zatčen nejen Enrico, ale i důlní mistr Andreas (mladík totiž nezastřelil jeho, ale naopak svého až příliš věrného psa), jeho manželka a vrátivší se Blanda. Věc je předložena panujícímu hraběti. Obžaloba z pokusu o vraždu se již po první otázce rozplyne, stále však na Enricovi lpí těžké podezření kvůli prstenu. Tu zasahuje jeho otec a dojde k dojemnému znovushledání. Francesco je totiž bratr hraběte (a Enrico tedy jeho synovec). Zčásti neklidná živost mládí, zčásti nešťastná láska k nevěstě jeho bratra jej před mnoha lety vyhnaly do širého světa. Jako mnoho Italů se i on tajně vrátil do vlasti kvůli vzácným nerostům používaným především k výrobě skla. Hrabě radostně přijímá svého bratra i synovce na svou hruď i do svého domu. Francesco spojuje ruku svého syna s milovanou Blandou a nyní ani důlní mistr, který dosud horlil proti lásce své švagrové, nemá dalších námitek.